# Shayla

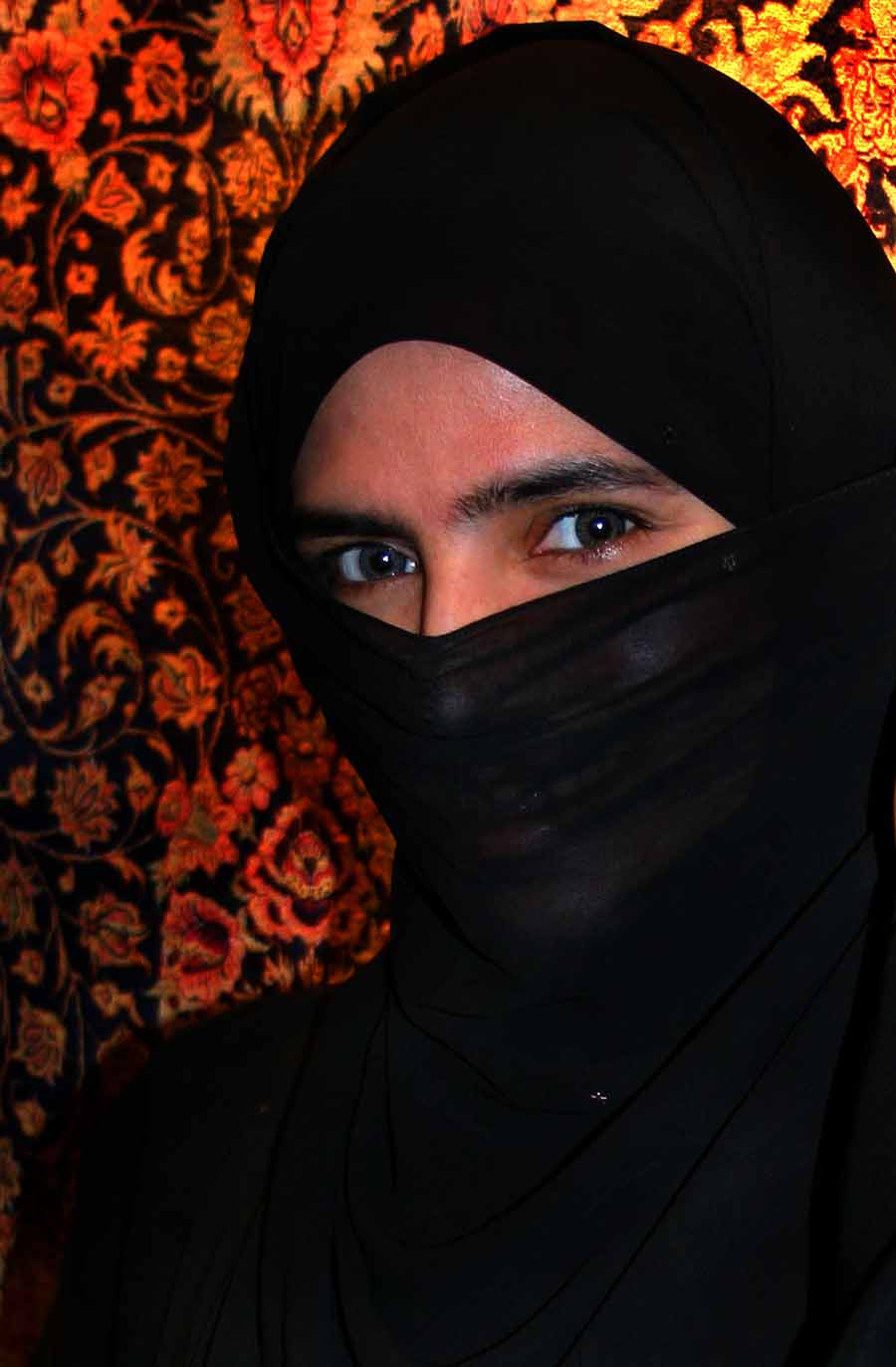
Mujer de Emiratos Árabes Unidos cubierta con una shayla.

La shayla es un tipo de cobertura de la cabeza que utilizan algunas mujeres musulmanas en presencia de hombres que no forman parte de su núcleo familiar cercano. Por lo general es un pañuelo negro y es considerado una forma de hijab con forma de medio niqab en la cual una parte de la cara es visible.
Tradicionalmente es utilizada por mujeres de Arabia Saudita y de otros estados de la zona del Golfo Pérsico.